# Viktor Zolotov
Viktor Vasiljevič Zolotov (rusky Виктор Васильевич Золотов; * 27. ledna 1954 Sasovo, Sovětský svaz) je od roku 2016 velitel ruské Národní gardy a člen Bezpečnostní rady Ruské federace. Je blízkým spojencem a bývalým bodyguardem ruského prezidenta Vladimira Putina.
Zolotov se dostal mezi ruské elity přes bezpečnostní složky, u kterých pracoval od 70. let. Tak se seznámil s budoucím prezidentem Putinem, v 90. letech oba pracovali v Petrohradě.
Od roku 2016 se velikostí Zolotovova majetku zabýval Fond boje s korupcí. V srpnu 2018 fond zveřejnil také závěry vyšetřování financí národní gardy, ve kterých je podle něj řada nesrovnalostí. Fond vede opoziční politik Alexej Navalnyj, který tak Zolotova „neodpustitelně urazil“. Zolotov proto v září 2018 Navalného vyzval na souboj s tím, že během několika minut z něj udělá „hezký, šťavnatý a dobře naklepaný steak“. Zolotov tak tehdy porušil nepsané pravidlo Kremlu, že Navalného jméno se nevyslovuje. Prezident Putin jej veřejně vyslovil až v roce 2021.